# Geometric and Functional Analysis
Geometric and Functional Analysis ist eine in englischer Sprache erscheinende mathematische Fachzeitschrift, die 1991 von Michail Leonidowitsch Gromow und Vitali Milman gegründet wurde und von Birkhäuser herausgegeben wird. Sie verwendet das Akronym GAFA auch als Teil ihres Namens.
Sie veröffentlicht Forschungsarbeiten aus einem breiten Feld mathematischer Themen, die mit Geometrie und Analysis zusammenhängen.